# Leptoschema
Leptoschema là một chi bọ cánh cứng trong họ 
Elateridae.
Chi này được miêu tả khoa học năm 1884 bởi Horn.

## Các loài
Các loài trong chi này gồm:
- Leptoschema praelontactum Stibick, 1970
- Leptoschema protractus (Horn, 1871)
- Leptoschema vazquezi Cobos, 1972